# Анджей Згутчинський
Анджей Згутчинський (пол. Andrzej Zgutczyński; нар. 1 січня 1958, Елк, Польща) — польський футболіст, виступав на позиції нападника.

## Клубна кар'єра
Народився в місті Елк, Вармінсько-Мазурське воєводство. Футбольну кар'єру розпочав у 1968 році в місцевому клубі «Мазур» (Елк). У 1976 році отримав запрошення від познанського «Леха», проте заграти в команді не зумів. Зігравши один поєдинок у Першій лізі по ходу сезону переходить до «Балтика» (Гдиня). У команді став гравцем основної обойми, регулярно забивав м'ячі. У 1978 році прийняв пропозицію від «Легії», проте як і впознанському клубі в команді з Варшави заграти не зумів. Не зігравши жодного офіційного поєдинку за столичний колектив наступного року повертається до «Балтика» (Гдиня). У команді провів чотири сезони, увесь час був ключовим гравцем команди. Допоміг команди вийти до Першої ліги. У 1983 році отримав свій третій шанс заграти на найвищому рівні польського футболу, прийнявши запрошення від «Гурника» (Забже). У новій команді швидко став гравцем основної обойми. У 1985 та 1986 роках разом з командою ставав переможцем чемпіонату Польщі, при чому в сезоні 1986 року з 20-а забитими м'ячами став ще й найкращим бомбардиром Першої ліги. Разом з «Гурником» виступав у Кубку європейських чемпіонів, в тому числі виходив на футбольне поле у двох поєдинках проти іменитої мюнхенської «Баварії», а також у матчі Кубку УЄФА проти «Осера».
Завдяки прекрасному сезону 1986 року на Анджея звернули увагу закордонні клуби. Й того ж року він переїхав до Франції, де підписав контракт з «Осером». У новій команді виходив на поле регулярно, але результативністю не вражав — у 36 матчах відзначився лише 1 голом. У 1987 році перейшов до іншого французького клубу — «Діжону». У новій команді також регулярно виходив на футбольне поле, проте й тут не відзначався результативністю (у 32 матчах забив лише 3 м'ячі). З 1989 по 1990 рік виступав у нижчоліговому «Мо». Потім виїхав до Швеції, де виступав за нижчоліговий «Фіннскога» (Сіссельбак). У сезоні 1993/94 років виступав в оренді в «Балтику», після знову виступав за шведський клуб.
По завершенні контракту з «Фіннскогою» повернувся до Польщі. Починаючи з сезону 1998/99 років виступав у нижчоліговій «Радуні» (Стенжиця). У 2000 році допоміг команді завоювати путівку до IV ліги польського чемпіонату. По завершенні сезону 2000/01 років завершив кар'єру футболіста, після чого ще протягом року тренував цю команду.

## Кар'єра в збірній
У складі національної збірної Польщі дебютував 8 грудня 1985 року в переможному (1:0) виїзному товариському поєдинку проти Тунісу. Анджей відіграв у тому матчі перший тайм. У складі збірної брав участь у чемпіонаті світу 1986 року в Мексиці. На цьому турнірі поляки дійшли до 1/8 фіналу, де поступилися Бразилії. Згутчинський на чемпіонаті світу зіграв 1 поєдинок, проти Португалії. Анджей вийшов на поле на 75-й хвилині, замінивши Влодзімежа Смолярека. Загалом у футболці польської збірної провів 5 поєдинків.

## Статистика

### У збірній
| №  | Дата            | Місце      | Суперник   | Результат | Змагання    | Грав   | Примітки |
| -- | --------------- | ---------- | ---------- | --------- | ----------- | ------ | -------- |
| 1. | 8 грудня 1985   | Туніс      | Туніс      | 0-1       | товариський | до 46' |          |
| 2. | 11 грудня 1985  | Адана      | Туреччина  | 1-1       | товариський | з 46'  |          |
| 3. | 26 березня 1986 | Кадіс      | Іспанія    | 0-3       | товариський | до 65' |          |
| 4. | 16 травня 1986  | Копенгаген | Данія      | 0-1       | товариський | з 67'  |          |
| 5. | 7 червня 1986   | Монтеррей  | Португалія | 1-0       | ЧС 1986     | з 75'  |          |

## Особисте життя
Анджей має брата, Даріуша Згутчинського, який більшу частину кар'єри відіграв у клубах «Мазур» (Елк) та «Балтик» (Гдиня)

## Досягнення

### Як гравця

#### Клубні
«Гурник» (Забже)
- Перша ліга Польщі
  -  Чемпіон (2): 1984/85, 1985/86

- Кубок Польщі
  -  Фіналіст (1): 1986

«Балтик» (Гдиня)
- Друга ліга Польщі
  -  Чемпіон (1): 1980

#### Індивідуальні
- Найкращий бомбардир чемпіонату Польщі (1): 1986 (20 голів)